# فسفاتیدیل‌اینوزیتول (۴٬۵) بیس‌فسفات
فسفاتیدیلینوزیتول ۴٬۵-بیس فسفات (به انگلیسی: Phosphatidylinositol 4,5-bisphosphate) یا PIP2 با فرمول شیمیایی C47H80O19P3 یک فسفولیپید غشایی با شناسه پاب‌کم ۲۴۸۵۰ است که جرم مولی آن ۱۰۴۲٫۰۵ گرم بر مول است.

## تولید PIP3
فسفاتیدیل‌اینوزیتول ۳َ کینازها خانواده ای از لیپید کینازها را تشکیل می‌دهند که باعث فسفریلاسیون گروه -OH3َ حلقه فسفاتیدیل‌اینوزیتول می‌گردند که به عنوان پیامبر ثانویه در رشد سلول به حساب می‌آید.
مسیر انتقال پیام فسفاتیدیل‌اینوزیتول ۳َ کیناز (PI3K) فرایندهای مختلف سلولی شامل: تکثیر سلولی، تمایز، مهاجرت، متابولیسم انسولین و آپوپتوز را کنترل می‌نماید. PI3K فعال شده فسفاتیدیل اینوزیتول (۴٬۵) بیس فسفات را فسفریله و به فسفاتیدیل اینوزیتول (۳٬۴٬۵) تری فسفات (PIP3) تبدیل می‌کند.

## کارکرد
فسفاتیدیل‌اینوزیتول یکی از فسفولیپیدهای روی غشای سلول هاست که به عنوان پیک ثانویه عمل می‌کند. (پیک ثانویه در اثر اتصال هورمون به غشا و … به وجود می‌آید و عملی را در سلول انجام می‌دهد).
این فسفولیپید با اتصال به سه فسفات قسمت جزء اینوزیتولش را رها می‌کند و دی اسیل گلیسرولش یا دو اسید چرب آن نیز آزاد می‌شوند و متابولیزه می‌شوند.
ایتوزیتول تری‌فسفات با اثر بر شبکه آندوپلاسمی موجب آزاد شدن کلسیم می‌شود پس غشا دپلاریزه می‌شود. به عنوان مثال این عمل در ماهیچه‌های صاف رگ‌های خونی صورت می‌گیرد و موجب انقباض عروقی می‌شود.